# Хокейка
Хокейката (Thayeria boehlkei) е вид риба от семейство Харациди (Characidae).

## Разпространение
Ендемична е за реките Амазонка и Арагуая, съответно в Перу и Бразилия.

## Описание
Нямат изразен полов диморфизъм, но въпреки това мъжките са по-издължени от женските, които също така са и по-закръглени.